# Baba Kama
Baba Kama of Bava Kama (Hebreeuws: עדויות, letterlijk eerste poort) is het eerste traktaat (masechet) van de Orde Neziekien (Seder Neziekien) van de Misjna en de Talmoed. Het beslaat tien hoofdstukken.
Het traktaat Baba Kama bevat wetsbepalingen inzake het toebrengen of veroorzaken van lichamelijk letsel of schade door diefstal, brandstichting en dergelijke.
Baba Kama bevat Gemara (rabbijns commentaar op de Misjna) in zowel de Babylonische als de Jeruzalemse Talmoed. Het traktaat bevat 119 folia in de Babylonische en 44 in de Jeruzalemse Talmoed.